# Therese Concordia Maron
Therese Concordia Maron, Mengs de nacimiento (Ústí nad Labem, 1725 – Roma, 10 de octubre de 1806), fue una pintora alemana conocida por su talento para la miniatura y el pastel.

## Trayectoria
Hija de Ismael Mengs, pintor oficial de la Corte Sajona, su nacimiento en Bohemia fue una mera coincidencia.Su padre mantuvo una relación extramatrimonial con su ama de llaves, Charlotte Bormann, y en un esfuerzo por ocultar el nacimiento de una hija ilegítima, decidió llevar a su amante bajo el pretexto de pasar unas "vacaciones" a la ciudad más grande y más cercana en el extranjero Ústí nad Labem. Unas semanas después, Mengs llevó a su hija y a su madre a Dresde, la capital sajona, donde vivían.
Con 16 años se mudó con su familia a Roma, donde en 1765 se casó con Anton von Maron, un retratista austríaco y alumno de su hermano Anton Raphael Mengs, que también fue profesor de mujeres artistas como  Francesca Bracci, su sobrina Anna Maria Mengs o Sofía Clerc. Rusia, Polonia y España le otorgaron pensiones para su formación.
Destacó como pintora de esmaltes, pasteles y miniaturas, incluido un autorretrato y el retrato de su hermana menor, Juliane, también pintora. Fue profesora de otras artistas como Apollonie Seydelman.
Murió en Roma en 1806.

## Galería

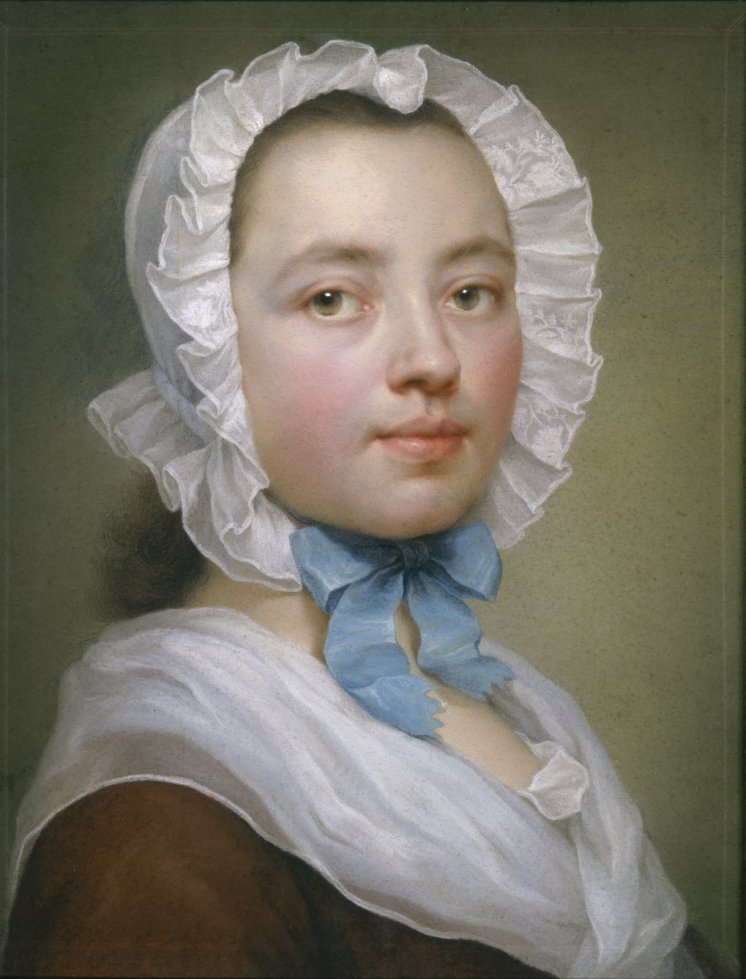
Autorretrato con veinte años.